# Hemisferio

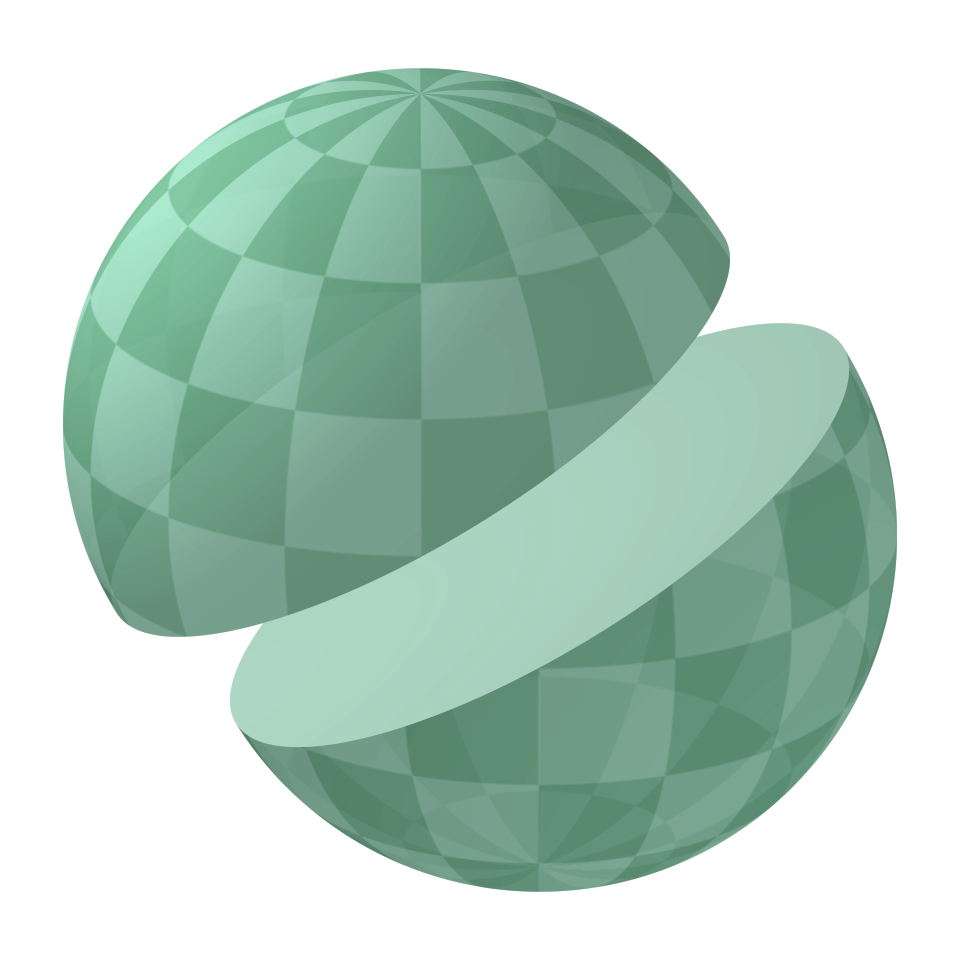
Un gran círculo divide la esfera en dos hemisferios iguales.

En geometría del espacio, un hemisferio o semiesfera es cada una de las dos mitades de una esfera dividida por un plano que pasa por su centro. La intersección entre dicho plano y la esfera es, además, un círculo máximo.  La palabra hemisferio proviene del latín y este a su vez del griego: «hemi», mitad o media, y «sphera», esfera.
En cartografía y geografía, la Tierra, aunque no es una esfera perfecta, se puede dividir en hemisferios usando varios planos. Las dos divisiones clásicas son: norte-sur y oriental-occidental; aunque pueden definirse otras.  
En astronomía, la esfera celeste también se puede dividir con planos relacionados con la Tierra. Son clásicos el hemisferio norte y sur celestes. 

## Norte y sur
Dividiendo la Tierra con el plano que define la línea del Ecuador, se obtienen los hemisferios norte (o boreal o septentrional), y sur (o austral o meridional). El primero contiene el Polo Norte, y el segundo, el Polo Sur. 

Mapas de dos hemisferio terrestres con división política en proyección acimutal de Lambert.
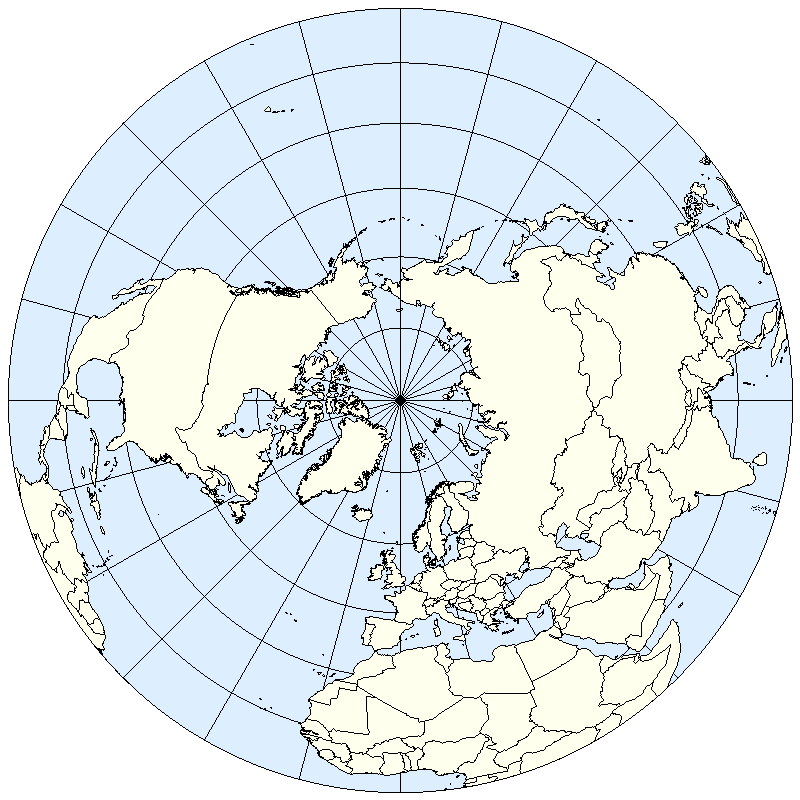
Hemisferio norte
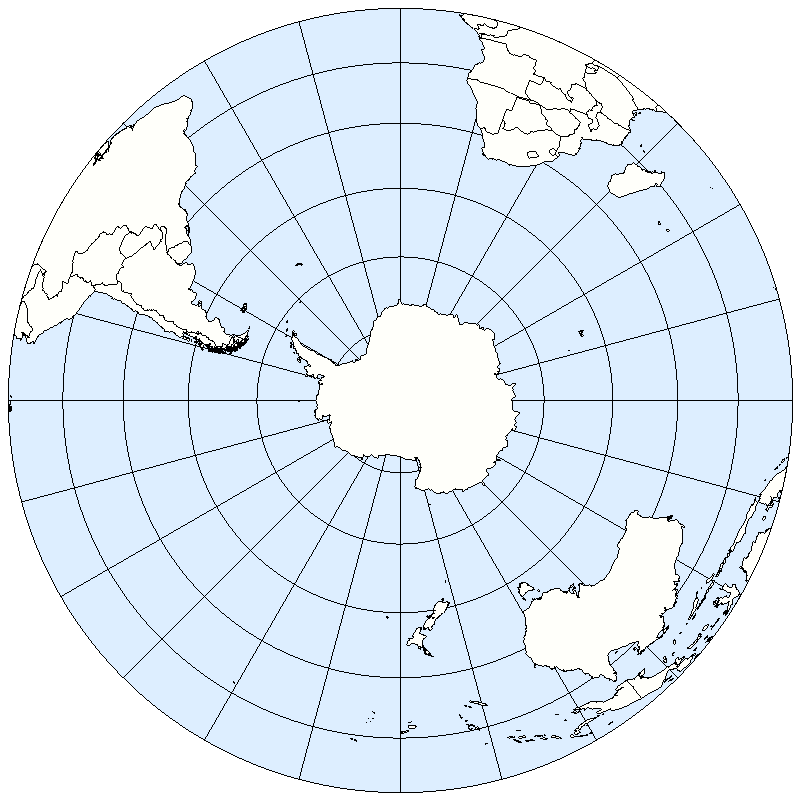
Hemisferio sur

## Oriental y occidental
Dividiendo la Tierra con el plano que definen el meridiano de Greenwich (longitud 0°) y su antimeridiano (180°) se obtienen los hemisferios occidental y oriental. 

Mapa de dos hemisferios con división política en proyección acimutal de Lambert
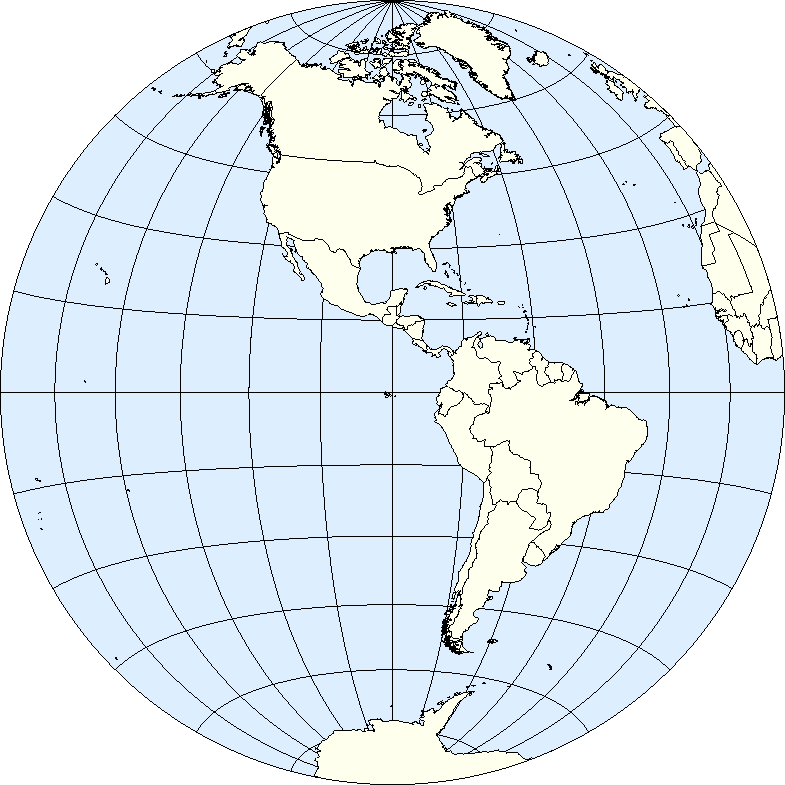
Hemisferio occidental
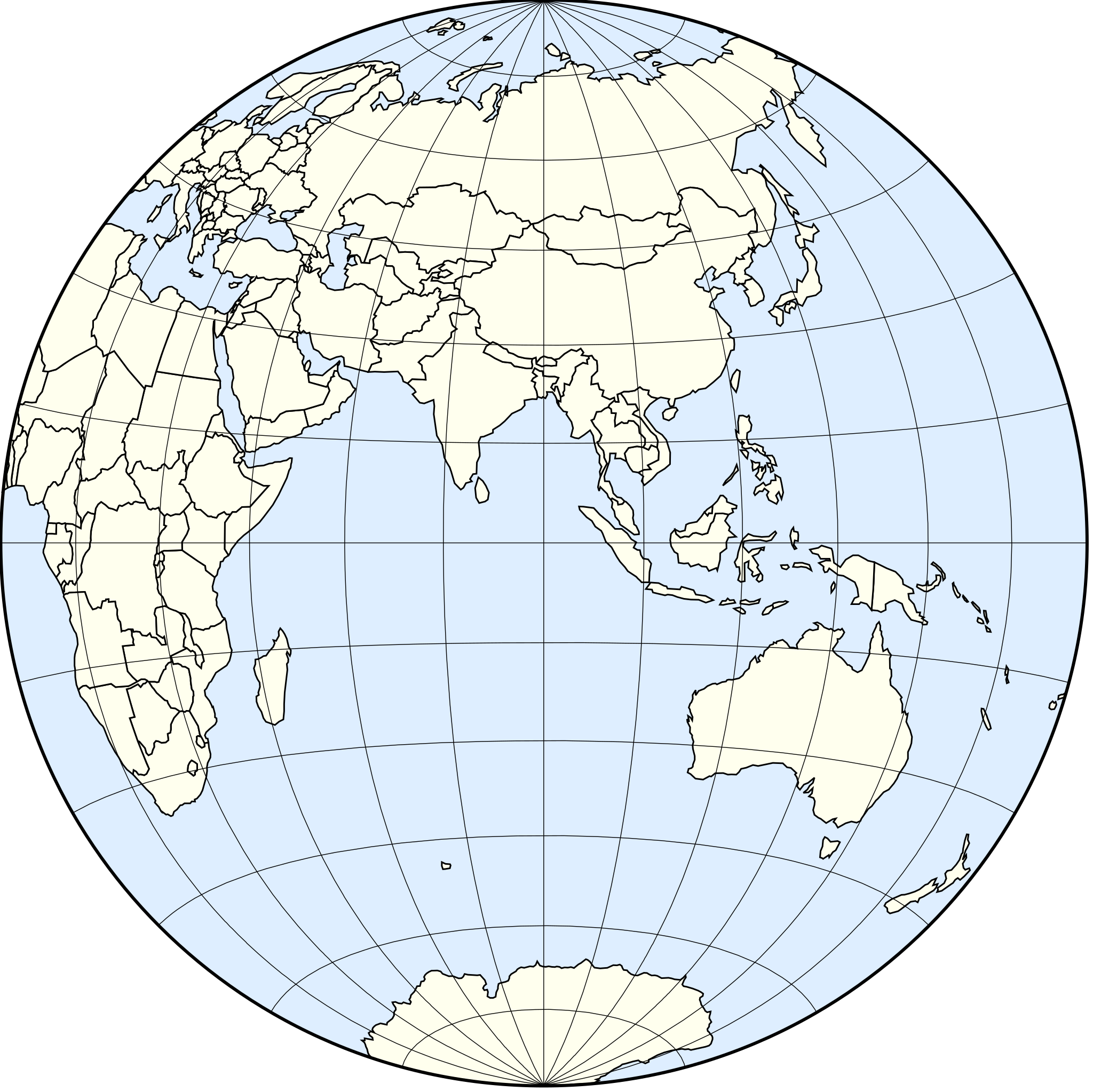
Hemisferio oriental

## Continental y oceánico
Es posible determinar un hemisferio terrestre, que incluiría la superficie máxima, y un hemisferio marino, que contendría la mayoría de océanos. 
El hemisferio continental está centrado en 47°13′N 1°32′O / 47.217, -1.533, cerca de Nantes en Francia. Contiene el 85 % de la superficie terrestre, incluyendo Europa, África, América del Norte y gran parte de Asia y América del Sur. El hemisferio oceánico, centrado en 47°13′S 178°28′E / -47.217, 178.467, al este de Nueva Zelanda, contiene la mayor parte del océano Pacífico y del océano Índico, así como Australia, Nueva Zelanda, las islas Fiyi, la Antártida, América del Sur y Sudeste de Asia. 
Aunque el hemisferio terrestre contiene la mayor parte de las tierras emergidas posibles, éstas no ocupan más que el 49,5 % de su superficie total: el hemisferio terrestre es predominantemente marino. 

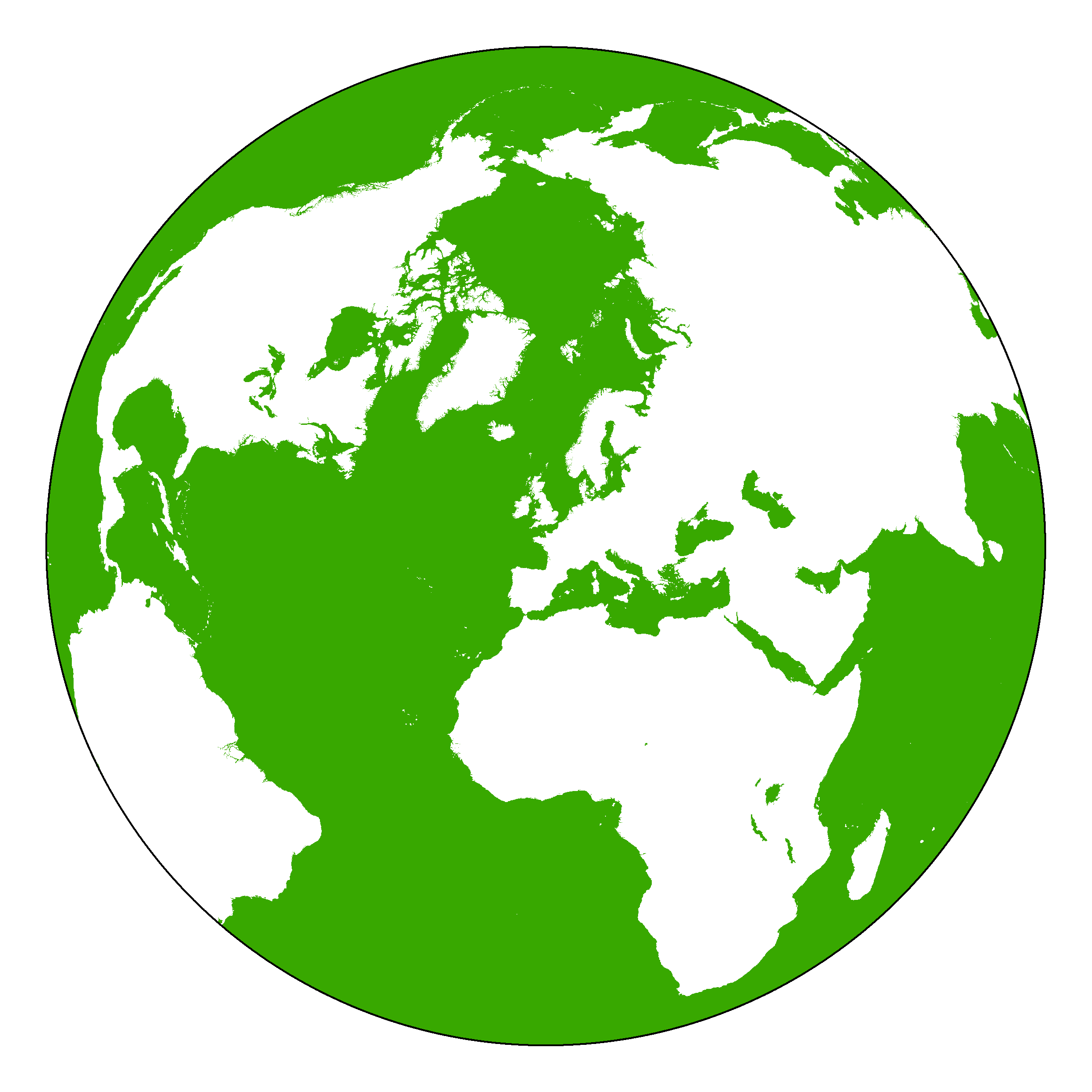
Hemisferio continental
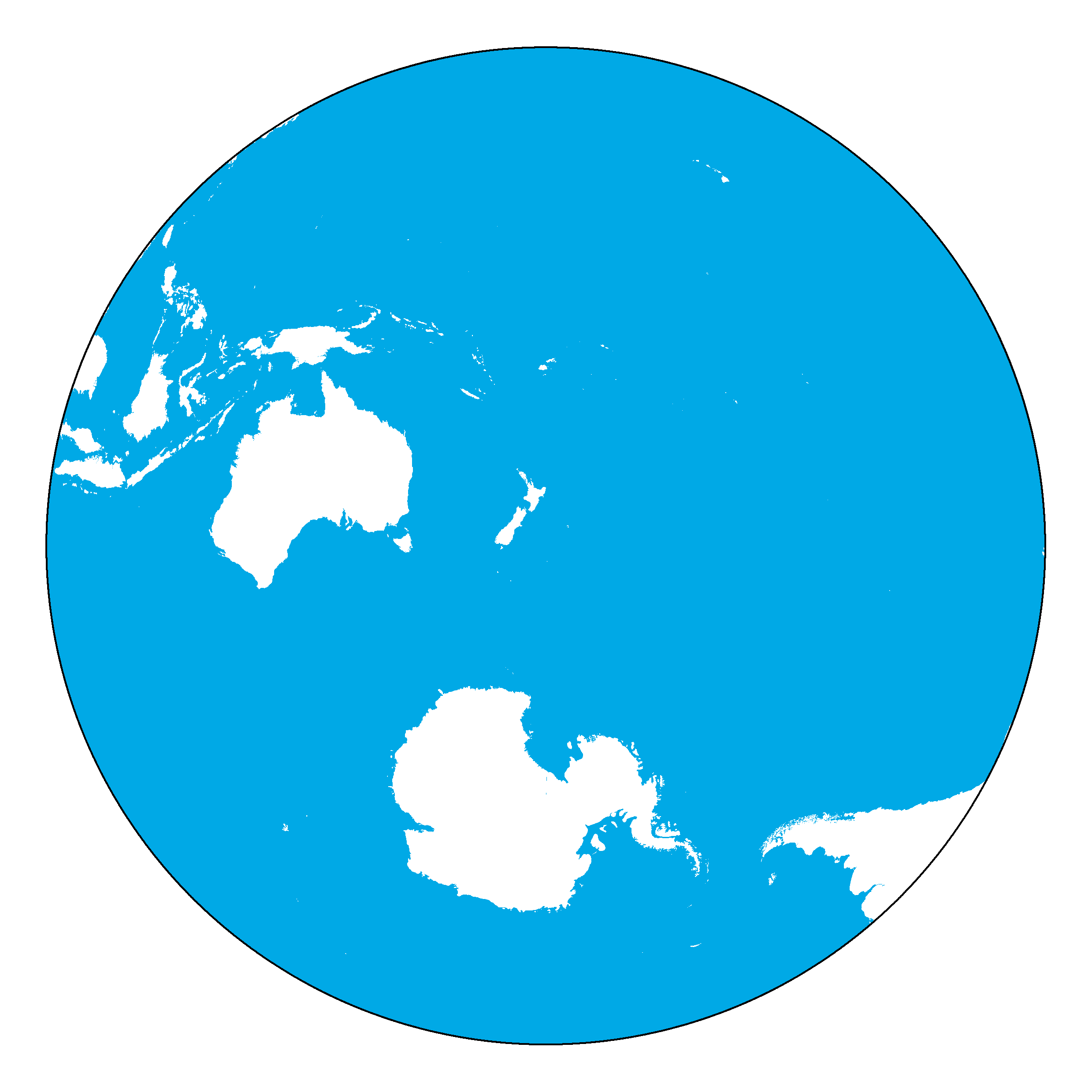
Hemisferio oceánico

## Día y noche
Alternativamente, también se puede hablar de hemisferios cuando se quiere distinguir la parte de la Tierra bañada por la luz del hemisferio en la oscuridad. En este caso, el límite entre los dos hemisferios se define por la línea terminador y varía poco a poco siguiendo la rotación de la Tierra misma. 

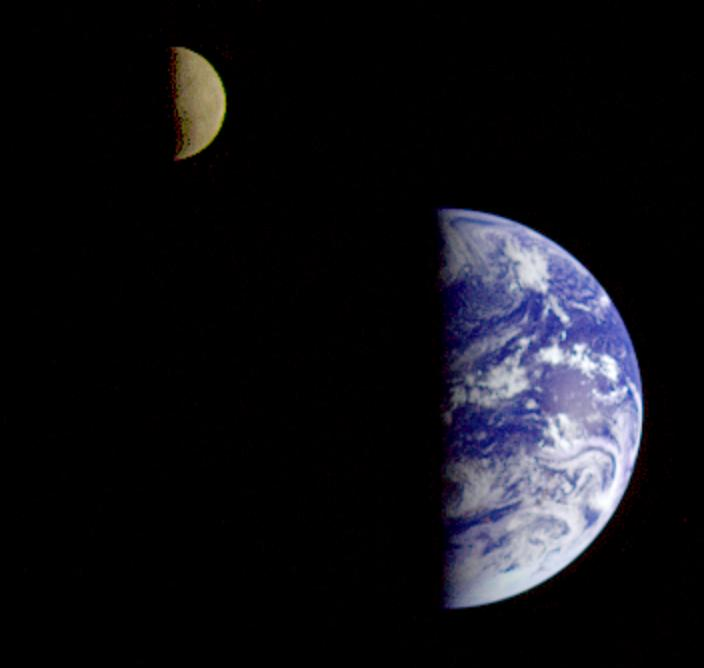
Hemisferios el 16 de diciembre de 1992 (NASA)
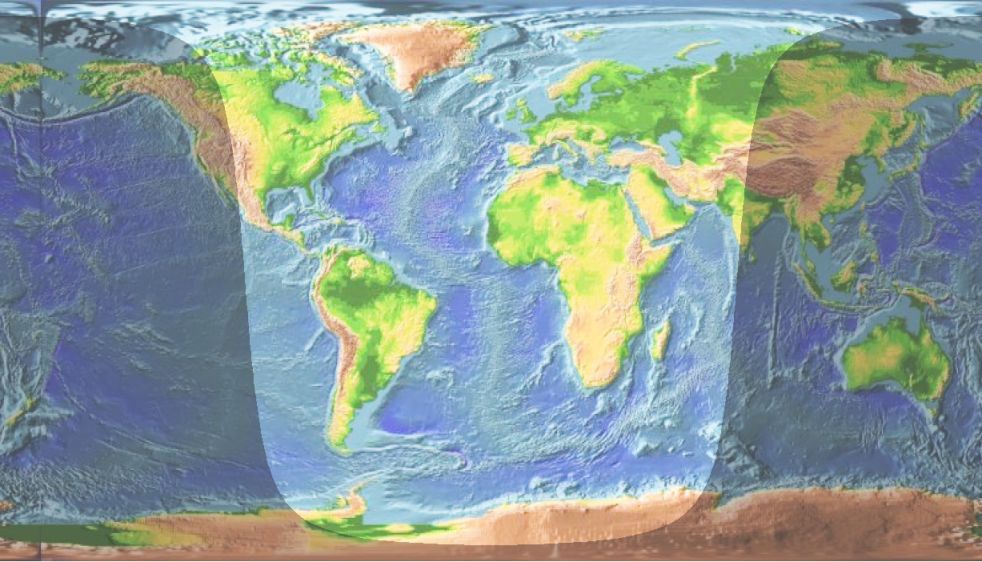
Hemisferios (13:00 UTC, 2 de abril)
Una animación de los hemisferios diurno y nocturno sobre Europa Central